# Ніжинська округа
Ні́жинська окру́га (Ні́женська)  адміністративно-територіальна одиниця Української СРР в 1923–1930 роках. Окружний центр — місто Ніжин.

## Історія
Округу створено 31 січня 1923 року в складі Чернігівської губернії з окружним центром в місті Ніжині.
До складу округи увійшли міста Остер, Козелець, населені пункти Чернігівської губернії, в складі таких волостей: 
- з Кролевецького повіту: Козелецької, Мостищенської, Кобижської, Козарської, Воронківської, Новобасанської, Новобиківської, Ядловської, Бобровицької, Ярославської, Щаснівської;
- з Борзенського повіту: Комарівської, Xорошеозерської, Іщенської, Буромської, Гужівської;
- з Ніжинського повіту: Носівської, Володьково-Дівицької, Беркнівської, Мринської, Дремайловської, Талалаївської, Дорогинської, Лосинівської, Галицької, Макіївської, Монастирищенської, Ніжинсько-Лопово-Рогинської,
- з Остерського повіту: Остерської, Семиполківської, Гоголівської.

7 березня 1923 року створено райони округи з окружним центром в місті Ніжині.
- Козелецький — з волостей: Козелецької з м. Козельцем, Мостищенської.
- Кобизький — з волостей: Кобизької, Козарської й Воронківської.
- Носівський — з волостей: Носівської, Володько-Дівицької.
- Віркиївський — з волостей: Віркиївської, Дремайлівської.
- Хороше-Озерський — з волостей: Х.-Озерської й Комарівської.
- Ніжинський — з волостей: Ніжинської, Талалаївської, Дорогинської, Липово-Різької.
- Бобровицький — з волостей: Бобровицької, Ярославської, Щаснівської.
- Лосинівський — з волостей: Лосинівської, Галицької, Макіївської.
- Іченський — з волостей: Іченської, Монастирищенської, Буромської, Гужівської.
- Новобасанський — з волостей: Ново-Басанської, Ново-Биківської, Ядлівської.
- Остерський— з волості: Остерської з м. Остром.
- Мринський — з волостей: Мринської, Держанівської.

10 грудня 1924 року Остерський район Ніжинської округи передано до складу Чернігівської округи; центр Хороше-Озерського району Ніжинської округи перенесено з с. Хороше-Озеро до с. Комарівки, Хороше-Озерський район перейменовано у Комарівський, низку населених пунтів підпорядковано до інших районів округи.
3 червня 1925 року Плисківський район Конотопської округи передано до складу Ніжинської округи. 
У червні 1925 року губернії в Україні було скасовано і округа перейшла в пряме підпорядкування Української РСР. 
На 1 січня 1926 року округа складалася з 12 районів: 
- Бобровицький район
- Веркіївський район
- Ічнянський район
- Кобижчанський район
- Козелецький район
- Комарівський район
- Лосинівський район
- Мринський район
- Ніжинський район
- Новобасанський
- Носівський район
- Плисківський

13 червня 1930 року Ніжинська округа розформована з приєднанням території до Чернігівської округи. 2 вересня 1930 року округи в УСРР були ліквідовані, райони перейшли у пряме підпорядкування Української СРР.

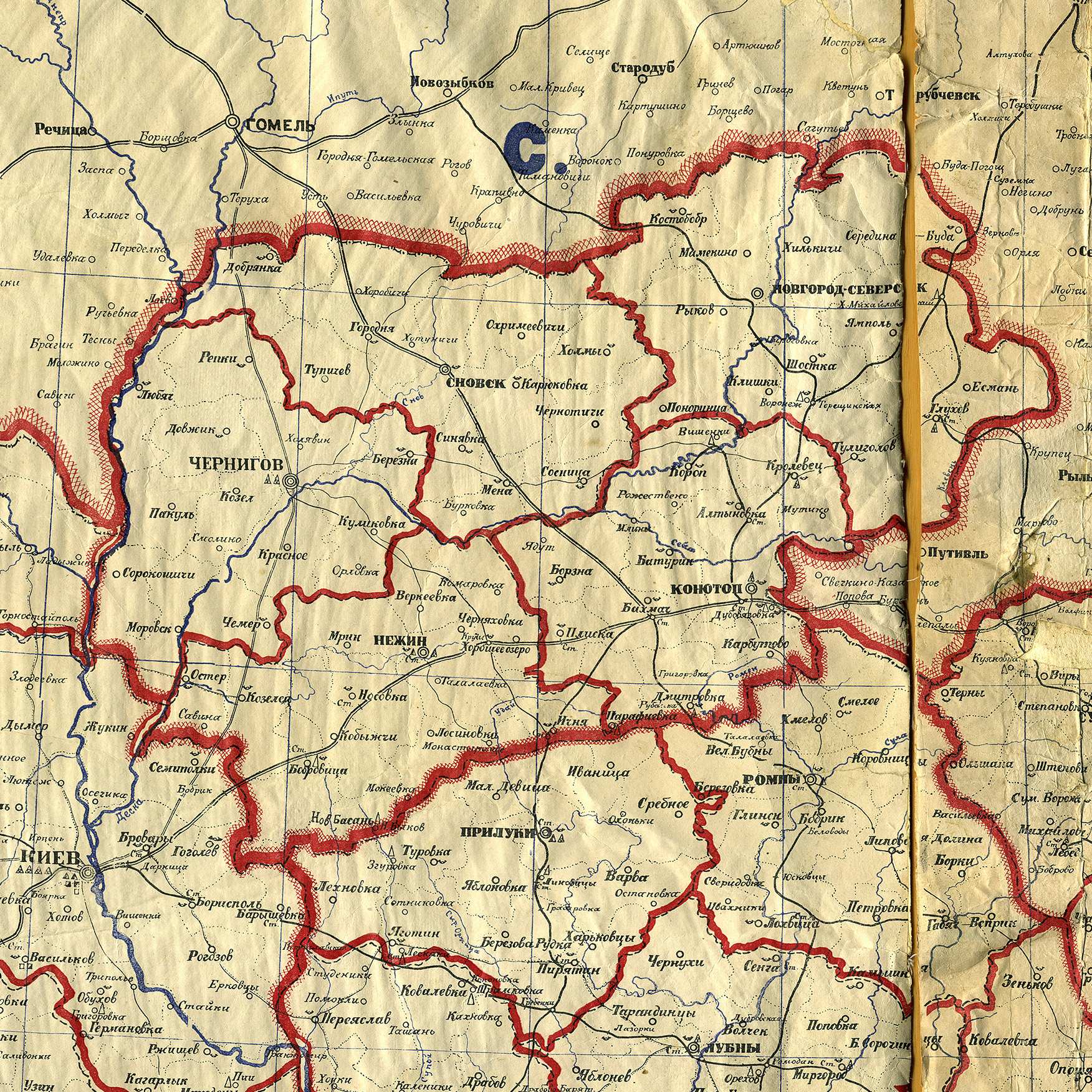
Карта Ніжинської округи у складі Чернігівської губернії, 1923
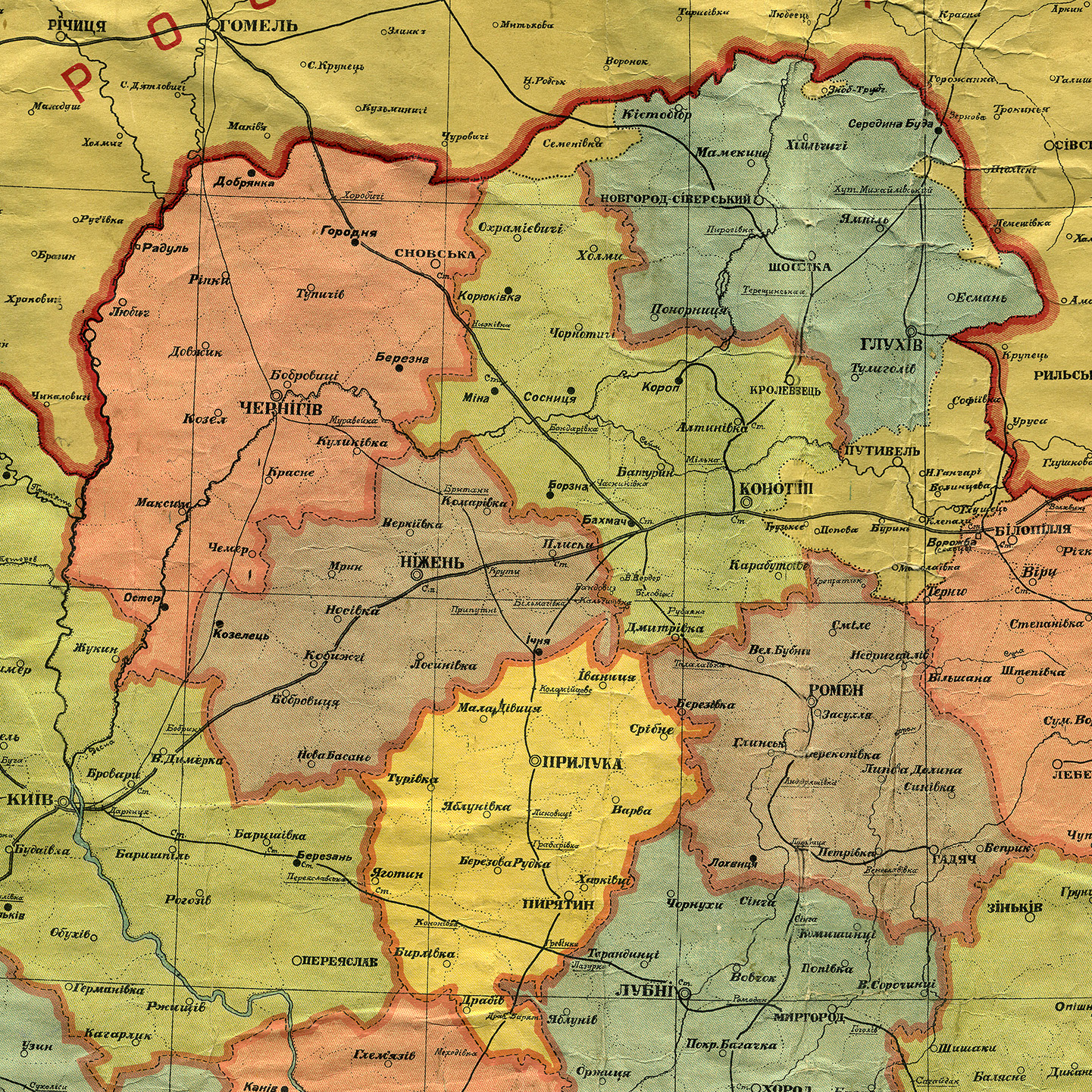
Карта Ніжинської округи, адміністративні межі станом на 1 жовтня 1925
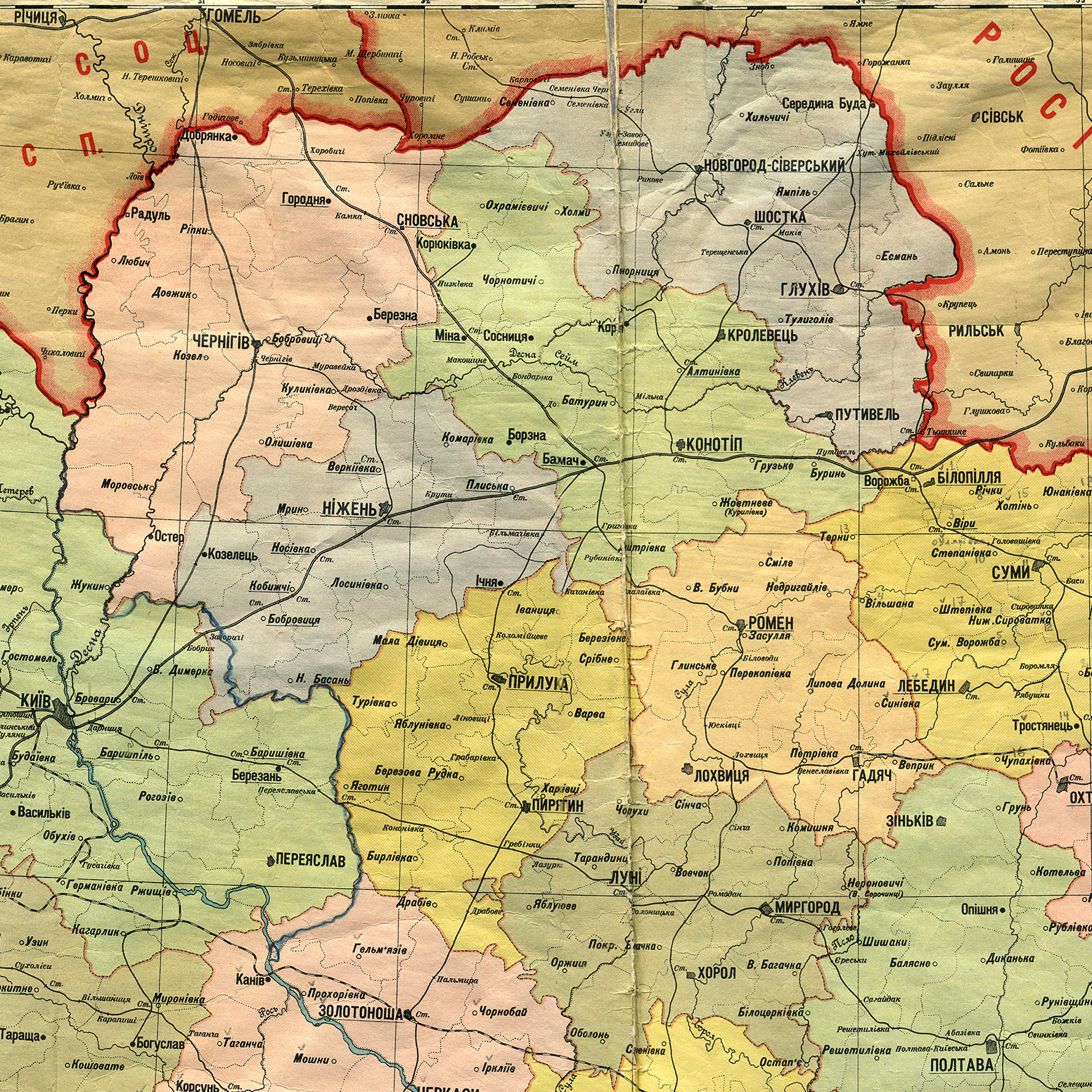
Карта Ніжинської округи, адміністративні межі станом на 1 березня 1927

## Національний склад
За даними перепису 1926 року чисельність населення становила 471,8 тис. осіб: у тому числі українці — 96,9%; євреї — 1,7%; росіяни — 1,1%.

### Національний склад
Населення та національний склад районів округи за переписом 1926 року
| Район            | Населення, осіб | Національний склад, % | Національний склад, % | Національний склад, % | Національний склад, % | Національний склад, % |
| Район            | Населення, осіб | українці              | євреї                 | росіяни               | поляки                | білоруси              |
| ---------------- | --------------- | --------------------- | --------------------- | --------------------- | --------------------- | --------------------- |
| м. Ніжин         | 37 990          | 76,8                  | 16,1                  | 5,6                   | 0,4                   | 0,3                   |
| Бобровицький     | 39 567          | 98,1                  | 0,4                   | 1,0                   | 0,2                   | 0,1                   |
| Веркіївський     | 27 102          | 99,0                  |                       | 0,6                   | 0,1                   |                       |
| Ічнянський       | 61 840          | 97,9                  | 0,5                   | 1,1                   | 0,1                   | 0,1                   |
| Кобизький        | 32 307          | 98,9                  | 0,4                   | 0,5                   | 0,1                   |                       |
| Козелецький      | 28 240          | 96,3                  | 2,7                   | 0,8                   | 0,1                   | 0,1                   |
| Комарівський     | 39 882          | 99,1                  | 0,1                   | 0,6                   | 0,1                   |                       |
| Лосинівський     | 37 450          | 99,3                  | 0,3                   | 0,3                   |                       |                       |
| Мринський        | 27 811          | 98,9                  | 0,2                   | 0,5                   |                       |                       |
| Ніжинський       | 28 940          | 99,4                  |                       | 0,5                   |                       |                       |
| Новобасанський   | 38 387          | 99,1                  | 0,1                   | 0,5                   | 0,1                   |                       |
| Носівський       | 38 027          | 98,3                  | 0,5                   | 0,8                   | 0,1                   |                       |
| Плисківський     | 34 328          | 98,9                  | 0,3                   | 0,6                   |                       |                       |
| Ніжинська округа | 471 871         | 96,8                  | 1,7                   | 1,1                   | 0,1                   | 0,1                   |

### Мовний склад
Рідна мова населення Ніжинської округи за переписом 1926 року
| Район            | Населення, осіб | Рідна мова, % | Рідна мова, % | Рідна мова, % |
| Район            | Населення, осіб | українська    | російська     | інша          |
| ---------------- | --------------- | ------------- | ------------- | ------------- |
| м. Ніжин         | 37 990          | 68,7          | 16,7          | 14,6          |
| Бобровицький     | 39 567          | 96,0          | 3,1           | 0,9           |
| Веркіївський     | 27 102          | 99,0          | 0,6           | 0,4           |
| Ічнянський       | 61 840          | 97,0          | 2,2           | 0,8           |
| Кобизький        | 32 307          | 98,8          | 0,7           | 0,5           |
| Козелецький      | 28 240          | 95,9          | 1,6           | 2,5           |
| Комарівський     | 39 882          | 96,8          | 3,0           | 0,3           |
| Лосинівський     | 37 450          | 99,3          | 0,3           | 0,4           |
| Мринський        | 27 811          | 98,7          | 0,7           | 0,6           |
| Ніжинський       | 28 940          | 99,4          | 0,5           | 0,1           |
| Новобасанський   | 38 387          | 99,0          | 0,7           | 0,3           |
| Носівський       | 38 027          | 98,2          | 0,9           | 0,9           |
| Плисківський     | 34 328          | 98,8          | 0,7           | 0,4           |
| Ніжинська округа | 471 871         | 95,6          | 2,6           | 1,8           |

## Керівники округи

### Відповідальні секретарі окружного комітетуКП(б)У
- Шолох Г. М. (1923—1924),
- Сагайдак Валентин Петрович (1924—1924),
- Андрюхін Яків Назарович (1925—.12.1925),
- Маслюк Федір Гнатович (.01.1926—.02.1926),
- Приходько, в.о. (.02.1926—1926),
- Марченко Микола Федорович (.09.1926—.12.1928),
- Співак Іларіон Савелійович (.12.1928—21.06.1930)

### Голови окружного виконавчого комітету
- Василенко Марко Сергійович (.03.1923—.11.1923),
- Слинько Іван Федотович (.11.1923—1924),
- Левандовський (1924),
- Битрюков В. Г. (1925),
- Шебло Роман Васильович (1925—.12.1925),
- Бєликов Яків Петрович (.12.1925—.02.1926),
- Маслюк Федір Гнатович (.02.1926—.04.1926),
- М'ягкий Володимир Андрійович (.04.1926—1928),
- Леоненко І. В., в. о. (1928),
- Зеленська Катерина Феофілактівна (1928—21.06.1930)